# Ferrovia Thiene-Rocchette
La ferrovia Thiene-Rocchette era una linea a scartamento normale con percorso pianeggiante a nord della Provincia di Vicenza; collegava il nodo ferroviario di Thiene con la stazione di Rocchette.

## Storia
Già dal 1876 era entrata in funzione la linea Vicenza–Thiene–Schio, a scartamento ordinario di 1435 mm, tuttora in esercizio, che era stata propugnata da Alessandro Rossi come collegamento di importanza essenziale per l'alto vicentino e le sue industrie.
Il 16 marzo del 1885 erano state inaugurate le tratte ferroviarie (considerate come tranvie) Torrebelvicino–Schio, Schio-Rocchette e Rocchette–Arsiero (la tratta di gestione era Torrebelvicino-Schio-Rocchette-Arsiero), a scartamento ridotto di 950 mm, come prescrivevano le leggi allora in vigore per le ferrovie economiche. Nel 1906 però andò in fallimento la Società per le Ferrovie Economiche di Schio che la gestiva e le sue attività vennero rilevate dalla Società per le Ferrovie Nord Vicenza in cui erano presenti partecipazioni finanziarie della Società Veneta, del Lanificio Rossi, dei comuni interessati e della Provincia di Vicenza.
Nel 1905 intanto si erano costituite le Ferrovie dello Stato che avevano rilevato molte tratte ferroviarie fino ad allora in concessione, tra le quali la linea Vicenza–Schio della Società Veneta. In seguito a ciò la S. V. aveva chiesto ed acquisito la concessione per la costruzione e l'esercizio della nuova linea Thiene-Rocchette che, partendo dalla stazione intermedia di Thiene, aveva lo scopo di intercettare il traffico viaggiatori e merci da e per l'Altopiano dei Sette Comuni e la concessione per la costruzione della nuova ferrovia a cremagliera Rocchette-Asiago.
I lavori, da parte della Società Veneta, iniziarono nello stesso anno 1905; l'inaugurazione fu il 7 settembre 1907. La S. V. gestì direttamente la linea, in previsione di un futuro prolungamento verso il Trentino che però non avvenne.
Durante la prima guerra mondiale furono ampliate le stazioni di Thiene e di Chiuppano, dotando quest'ultima di piani caricatori.
Inoltre fu creata, nelle campagne tra Chiuppano e Rocchette, una rete di binari speciali semicircolari (detti "binari a spighe") affinché, per primi, dei cannoni ferroviari francesi da 320 mm (nominati "Germaine" e "La Corse") e successivamente dei cannoni ferroviari 381 ASEV Mod. 1914 italiani da 381 mm (costruiti dall'Ansaldo adoperando i pezzi binati delle navi) potessero puntare e orientare con facilità le bocche da fuoco verso le postazioni nemiche che spesso bombardavano sia gli stabilimenti lanieri di Rocchette, distanti poche centinaia di metri dalla stessa stazione ferroviaria, sia i cotonifici di Chiuppano e la sua stazione, che le postazioni di difesa italiane situate allo sbocco della Val d'Astico e sulle vette circostanti di Monte Summano, di Monte Giove/Priaforà, di Monte Novegno/Forte Rione, Monte Paù/Cima Fonte e del riconquistato monte Cengio, perduto in occasione dell'Offensiva di Primavera austro-ungarica, nota più come Strafexpedition.
Il servizio venne sospeso e, di conseguenza, sostituito da autocorse a partire dal 31 marzo del 1964 e definitivamente soppresso con smantellamento delle linee mediante provvedimento di legge nel 1977.

## Caratteristiche e percorso
A Thiene la linea si connetteva direttamente nella stazione, senza problemi di scartamento, condividendo il passaggio a livello con la linea Thiene-Schio.

### Percorso
| Continuation backward |

| Station on track |

|  | Unknown route-map component "xABZgl" | Unknown route-map component "CONTfq" |

| Unknown route-map component "exHST" |

| Unknown route-map component "exBHF" |

|  | Unknown route-map component "exABZg+l" | Unknown route-map component "exCONTfq" |

| Unknown route-map component "exBHF" |

| Unknown route-map component "exCONTgq" | Unknown route-map component "exABZlr" | Unknown route-map component "exCONTfq" |

Iniziando dal passaggio a livello, che dal 17 maggio 2007, è stato sostituito da un sottopasso, sulla strada da Thiene a Marano Vicentino, la linea proseguiva diritta lasciando a sinistra quella per Schio, percorreva via Mons. Zannoni e via Istria, poi curvava a destra raggiungendo la via del Costo. Dalla stazione di Carrè, ubicata all'inizio del paese, la ferrovia percorreva il tracciato dell'attuale circonvallazione (via Tedesca) e, passando per via Matteotti del comune di Chiuppano, con una curva a sinistra arrivava alla stazione di Chiuppano-Caltrano (a lato della ditta Zuccato). Successivamente, passando per l'attuale via Caltrano (ex ferrovia), costeggiava il cimitero (ora cimitero vecchio) di Piovene Rocchette dove, con ampia curva a destra, affiancava la linea a scartamento ridotto proveniente da Schio, entrando quindi nella stazione di Rocchette.

## Locomotive e rotabili
Sulla linea circolarono le locomotive della Veneta:
- locomotiva a vapore Henschel e Breda tipo T3 di rodiggio 0-3-0 t,
- locomotiva Deutz Ldn 602,

e le automotrici:
- Breda ADn 550,
- OM Aln 772,
- OM Aln 773.

## Stato attuale
Unici edifici rimasti sono un fatiscente casello posto dove la ferrovia incrociava la statale verso Zanè e Schio, nei pressi di un ipermercato, e la ben conservata ex stazione di Chiuppano-Caltrano. Tuttora esistente anche il casello nº1 alla progressiva Km 0+761 che era a servizio del passaggio a livello di Thiene di via Pastorelle, attualmente in uso per abitazione e in ottimo stato.
Lungo la strada provinciale per Carrè è stata creata una pista ciclabile lunga 3 km.